# روکو و برادرانش
روکو و برادرانش (به ایتالیایی: Rocco e i suoi fratelli) فیلمی ایتالیایی-فرانسوی محصول سال ۱۹۶۰ میلادی به کارگردانی لوکینو ویسکونتی است. داستان فیلم در میلان می‌گذرد و دربارهٔ زندگی خانواده‌ای است که از جنوب ایتالیا به شمال ایتالیا که صنعتی است، مهاجرت می‌کنند.
ستارگان فیلم آلن دلون، رناتو سالواتوری، آنی ژیراردو و کلودیا کاردیناله هستند.

## خلاصه داستان
فیلم‌نامه دربارهٔ یک خانواده روستایی ایتالیایی است که به شمال و میلان ایتالیا توسط مادرشان مهاجرت می‌کنند.
داستان:
فیلم با روایتِ داستانِ روکو و برادرش پیش می‌رود و هر بار به یکی از آن‌ها می‌پردازد. اینکه چرا اسم فیلم «روکو و برادرانش» است و مثلاً «چیرو و برادرانش» یا «سیمون و برادرانش» نیست، دلیلی بسیار واضح دارد؛ فیلم دربارهٔ روکوست؛ یک انسان معصوم، خوب و فرشته صفت، و چه کسی بهتر از آلن دلون برای این نقش؟ دلون با آن چهرهٔ معصوم، زیبا و سر به زیر، در نقش روکو، یکی از بهترین بازی‌های عمرش را انجام می‌دهد، همچنان که سایر بازیگران هم. روکو مانند یک فرشته، می‌چرخد و گناه و عذاب و ترسِ اطرافیانش را به جان می خَرَد. او از عشقش، نادیا، می‌گذرد تا برادرش، سیمون، او را تصاحب کند و در نهایت هم نادیا به دست همین سیمون کشته می‌شود و البته روکو آنقدر خوب است که حتی در این حالت هم، باز قصد ندارد سیمون را به پلیس لو بدهد و جلوی چیرو را هم که می‌خواهد پلیس را خبر کند، می‌گیرد. روکو حتی حاضر می‌شود با آن اندام لاغر و کوچک خودش، برود توی رینگِ مشت زنی و مشت بخورد تا با پول حاصل از قراردادی که با باشگاه بسته، قرض سیمون برادرش را بدهد. روکو جُورِ همه را به دوش می‌کشد و شاید همین، دلیلی باشد بر بیراهه رفتن سیمون. چیرو در پایان داستان، به کوچک‌ترین برادر خانواده یعنی لوکا، دربارهٔ روکو می‌گوید که: «روکو زیادی بخشنده بود.» و شاید او درست بگوید. شاید بخشندگی زیادِ روکو باعث انحطاط سیمون شده‌است؛ تدوین موازی لحظهٔ مشت خوردن‌های روکو در رینگ و لحظهٔ کشته شدن نادیا توسط سیمون، در القای این حس بسیار تأثیرگذار و کوبنده است.